# سازه‌گستر سایپا
سازه‌گستر سایپا یک شرکت سهامی خاص در ایران است که در ۱۰ تیر ۱۳۶۴ تأسیس شده و در صنعت خودروسازی فعال است. این شرکت که زیرمجموعه گروه خودروسازی سایپا است، ابتدا در تولیدات ریخته‌گری و آهنگری فعالیت می‌کرد، اما از سال ۱۳۷۳ طراحی، مهندسی و تأمین قطعات خودروهای ساخت سایپا را بر عهده دارد.